# Paolo Pileri
Paolo Pileri (Terni, 31 juli 1944 – aldaar, 12 februari 2007) was een Italiaans motorcoureur en teammanager.
Pileri woonde tijdens zijn carrière in zijn geboortestad Terni en werkte als winkelier in huishoudelijke artikelen, tv-, radio- en hifiapparatuur. Hij was gehuwd en had twee kinderen. Zijn hobby's waren voetballen en vissen. Zijn vader handelde in muziekinstrumenten. Al op jonge leeftijd was Paolo een groot fan van plaatsgenoot Libero Liberati, die in het seizoen 1957 wereldkampioen 500 cc was geworden met de Gilera 500 4C. Paolo's vader was niet blij met de wegraceplannen van zijn zoon, vooral nadat Liberati in 1962 in Terni verongelukte tijdens een testrit met een Gilera Saturno. Daarom reed Paolo zijn eerste wedstrijden onder pseudoniem. Hij gebruikte de naam "Richard" en kreeg een motorfiets van een plaatselijke dealer.

## Racecarrière
Dat gebeurde waarschijnlijk in 1967, maar in 1969 begon hij serieus te racen. Hij werd tweede in het Italiaanse juniorenkampioenschap met een Aermacchi Aletta 125. Na twee seizoenen in het juniorenkampioenschap en twee seizoenen in het seniorenkampioenschap debuteerde Paolo Pileri in het seizoen 1971 in het wereldkampioenschap wegrace met een dertiende plaats in de 125cc-Grand Prix van België.
In het wereldkampioenschap wegrace 1973 haalde hij zijn eerste WK-punten en ook zijn eerste podiumplaats. Hij was het seizoen begonnen met een 125cc-DRS, waarmee hij twee punten scoorde in de GP van Oostenrijk. Daarna stapte hij over op een 250cc-Yamaha TD 3. Daarmee werd hij vierde in de Belgische GP, maar hij diende een protest in tegen de cilinderinhoud van de Yamaha van de Belg Oronzo Memola. Memola was al eerder betrapt met een te grote cilinderinhoud en had de bijnaam "Oversized Oronzo". Hij weigerde zijn motorblok open te maken en werd gediskwalificeerd, waardoor Paolo Pileri alsnog derde werd.

### Fabrieksrijder voor Morbidelli
In het seizoen 1974 nam Paolo Pileri de plaats van de vertrokken Ángel Nieto in het fabrieksteam van Morbidelli in. Nieto had al een teleurstellend seizoen met de 125cc-Morbidelli achter de rug en dat overkwam ook Pileri. Constructeur Jorg Möller was overgekomen van Van Veen en verbeterde de machines, maar pas tijdens de TT van Assen startte Pileri ermee. Hij reed zelfs aan de leiding tot een kapotte versnellingsbak zijn race beëindigde. Tijdens de GP van Tsjecho-Slowakije viel Pileri in de 250cc-race zo hard, dat hij naar het ziekenhuis werd gebracht. Hij was echter op tijd terug voor de 125cc-race, die hij bijna van start tot finish leidde. Vlak voor de finish kreeg hij een vastloper, maar hij bereikte steppend de streep, achter Kent Andersson maar nog net voor Otello Buscherini. Het waren zijn enige 125cc-punten van het hele seizoen.
Uit de twee races in 1974 bleek dat de 125cc-Morbidelli wel snel was, maar betrouwbaarheid miste. Jorg Möller had in de winter eindelijk de tijd gekregen om zijn eigen motorfietsen te bouwen en die waren veel beter. De machines waren in het seizoen 1975 zo snel, dat Möller stalorders uitvaardigde: Paolo Pileri zou voor de wereldtitel rijden, zijn teamgenoot Pier Paolo Bianchi voor de Italiaanse kampioenstitel. In de openingsrace vielen Bianchi en Pileri samen, maar Pileri kon zijn machine weer oprapen en werd alsnog derde. Daarna won Pileri acht GP's op rij, maar Bianchi had in enkele races zeer demonstratief in de remmen geknepen om Pileri te laten winnen. Bij de start van de Belgische Grand Prix kon men de stalorders al laten vervallen, want Kent Andersson moest zijn Yamaha OW 15 als eerste over de streep brengen om nog een theoretische kans op de wereldtitel te houden. Andersson van de winst afhouden was genoeg, en dat gebeurde ook. Pileri won en was wereldkampioen met nog drie races te gaan. Zowel Bianchi als Pileri maakten het seizoen niet af: Bianchi raakte geblesseerd tijdens een nationale race in Pesaro en Pileri tijdens de GP van Tsjecho-Slowakije, waardoor ze tijdens de GP van Joegoslavië werden vervangen door Dieter Braun en Luigi Conforti.
Ook in het seizoen 1976 bleef Pileri bij Morbidelli, maar de machines hadden bij het begin van het seizoen stuurproblemen. Bovendien was Pileri ook betrokken bij de ontwikkeling van de Morbidelli 250 VR. De stuurproblemen van de Morbidelli VR 125 én de Morbidelli 250 VR werden vanaf de GP van België opgelost door frames van Bimota te gebruiken. In de 125cc-klasse eindigde Pileri als derde in het wereldkampioenschap achter teamgenoot Bianchi en Ángel Nieto. Met de 250cc-racer viel hij vaak uit, maar hij scoorde een verrassende podiumplaats tijdens de Belgische Grand Prix, de eerste voor Morbidelli in de 250cc-klasse. Tegen het einde van het seizoen bleek dat het niet boterde tussen Pileri enerzijds en Bianchi en Möller anderzijds en na de Italiaanse kampioenschapsrace in Misano werd Paolo Pileri ontslagen, waardoor hij de laatste Grand Prix miste.
Toch reed Pileri in het seizoen 1977 weer met de 250cc- en 350cc-Morbidelli's, mogelijk aangenomen door teambaas Giancarlo Morbidelli, die Jorg Möller in februari ontsloeg. Bij een ernstig ongeval tijdens de 350cc-race in Oostenrijk (waarbij Hans Stadelmann het leven verloor) raakte Pileri geblesseerd waardoor hij zes weken rust moest houden. Hij werd tijdelijk vervangen door Mario Lega. Onderweg van Finland naar Tsjecho-Slowakije raakte het hele Morbidelli-team betrokken bij een ongeval in de DDR, waarbij Pileri's machines zodanig beschadigd werden dat hij niet kon starten en de vader van Pier Paolo Bianchi zijn rug brak. In dit seizoen werd Mario Lega wereldkampioen 250 cc, maar Pileri werd slechts 31e.
Ook in het seizoen 1978 viel Pileri vaak stil met de Morbidelli 250 VR, maar hij won toch nog een race: de 250cc-GP van België. Hij eindigde in dit seizoen als tiende in de 250cc-klasse.
Hoewel het er begin 1979 nog naar uitzag dat Pileri bij Morbidelli (inmiddels MBA) samen met Maurizio Massimiani en Gianpaolo Marchetti een team zou gaan vormen, reed hij in dit (zijn laatste) seizoen als privérijder met een 250cc-Yamaha en een 350cc-RTM.

## Teameigenaar
In 1985 kocht hij een groot deel van de fabrieksrenstal van MBA, inclusief de ontwerptekeningen op. Hij vond sponsoring bij de Spaanse tabaksfabrikant Ducados en huurde Domenico Brigaglia en Ángel Nieto als rijders in. Later werd Pileri manager van Loris Capirossi en ontdekte hij Valentino Rossi.
Paolo Pileri overleed op 62-jarige leeftijd aan een herseninfarct.

## Wereldkampioenschap wegrace resultaten
(Races in vet zijn polepositions; races in cursief geven de snelste ronde aan)
| Jaar | Klasse | Team       | Motorfiets               | 1       | 2       | 3       | 4       | 5       | 6       | 7       | 8       | 9       | 10      | 11      | 12      | 13      | Punten | Plaats | Overwinningen |
| ---- | ------ | ---------- | ------------------------ | ------- | ------- | ------- | ------- | ------- | ------- | ------- | ------- | ------- | ------- | ------- | ------- | ------- | ------ | ------ | ------------- |
| 1971 | 125 cc | Privé      | Aermacchi                | OOS -   | DUI -   | IOM -   | NED -   | BEL 13  | DDR -   | TSL -   | ZWE -   | FIN -   |         | NAT -   | SPA -   |         | 0      | -      | 0             |
| 1972 | 125 cc | Privé      | Suzuki                   | DUI -   | FRA -   | OOS -   | NAT -   | IOM -   | JOE -   | NED -   | BEL 13  | DDR -   | TSL -   | ZWE -   | FIN -   | SPA -   | 0      | -      | 0             |
| 1972 | 250 cc | Privé      | Yamaha                   | DUI -   | FRA -   | OOS -   | NAT -   | IOM -   | JOE -   | NED -   | BEL 18  | DDR -   | TSL -   | ZWE -   | FIN -   | SPA -   | 0      | -      | 0             |
| 1973 | 125 cc | Privé      | DRS                      | FRA -   | OOS 9   | DUI -   | NAT DNF | IOM -   | JOE -   | NED -   | BEL -   | TSL -   | ZWE -   | FIN -   | SPA -   |         | 2      | 37e    | 0             |
| 1973 | 250 cc | Privé      | Yamaha                   | FRA -   | OOS -   | DUI -   | NAT -   | IOM -   | JOE -   | NED -   | BEL 3   | TSL 4   | ZWE -   | FIN -   | SPA -   |         | 18     | 14e    | 0             |
| 1974 | 126 cc | Morbidelli | 125 VR                   | FRA -   | DUI -   | OOS -   | NAT -   |         | NED DNF | BEL -   | ZWE -   |         | TSL 2   | JOE -   | SPA -   |         | 12     | 14e    | 0             |
| 1974 | 250 cc | Privé      | Yamaha                   |         | DUI -   |         | NAT -   | IOM -   | NED 8   | BEL 11  | ZWE -   | FIN -   | TSL DNF | JOE -   | SPA -   |         | 3      | 35e    | 0             |
| 1975 | 125 cc | Morbidelli | 125 VR                   | FRA 3   | SPA 1   | OOS 1   | DUI 1   | NAT 1   |         | NED 1   | BEL 1   | ZWE 1   |         | TSL DNF | JOE -   |         | 90     | 1e     | 7             |
| 1975 | 250 cc | Privé      | Yamaha                   | FRA DNQ | SPA DNF |         | DUI -   | NAT DNF | IOM -   | NED -   | BEL -   | ZWE 5   | FIN -   | TSL -   | JOE -   |         | 6      | 24e    | 0             |
| 1976 | 125 cc | Morbidelli | 125 VR                   |         | OOS 2   | NAT 2   | JOE 3   |         |         |         |         |         |         |         |         |         | 64     | 3e     | 0             |
| 1976 | 125 cc | Morbidelli | Bimota-Morbidelli 125 VR |         |         |         |         |         | NED 2   | BEL 2   | ZWE 3   | FIN 5   |         | DUI -   | SPA -   |         | 64     | 3e     | 0             |
| 1976 | 250 cc | Morbidelli | 250 VR                   | FRA DNF |         | NAT -   | JOE -   | IOM -   |         |         |         |         |         |         |         |         | 12     | 14e    | 0             |
| 1976 | 250 cc | Morbidelli | Bimota-Morbidelli 250 VR |         |         |         |         |         | NED DNF | BEL 2   | ZWE DNF | FIN -   | TSL -   | DUI -   | SPA -   |         | 12     | 14e    | 0             |
| 1977 | 250 cc | Morbidelli | 250 VR                   | VEN DNF |         | DUI DNF | NAT -   | SPA -   | FRA -   | JOE DNF | NED -   | BEL DSQ | ZWE 11  | FIN 9   | TSL -   | GBR -   | 2      | 31e    | 0             |
| 1977 | 350 cc | Morbidelli | 350 VR                   | VEN -   | OOS -   | DUI -   | NAT -   | SPA -   | FRA -   | JOE -   | NED -   |         | ZWE -   | FIN DNQ | TSL -   | GBR -   | 0      | -      | 0             |
| 1978 | 250 cc | Morbidelli | 250 VR                   | VEN DNF | SPA DNF |         | FRA DNF | NAT -   | NED 5   | BEL 1   | ZWE 12  | FIN 5   | GBR DNF | DUI DNF | TSL DNF | JOE 4   | 35     | 10e    | 1             |
| 1978 | 350 cc | Morbidelli | 350 VR                   | VEN 3   |         | OOS DNF | FRA -   | NAT -   | NED DNF |         | ZWE -   | FIN 9   | GBR 12  | DUI DNF | TSL 5   | JOE DNF | 18     | 13e    | 0             |
| 1979 | 250 cc | Privé      | Yamaha                   | VEN -   |         | DUI 23  | NAT 7   | SPA DNF | JOE DNF | NED DNF | BEL -   | ZWE DNF | FIN 18  | GBR DNF | TSL 3   | FRA -   | 14     | 14e    | 0             |
| 1979 | 350 cc | Privé      | RTM                      | VEN -   | OOS -   | DUI -   | NAT -   | SPA -   | JOE DNF | NED DNQ |         |         | FIN -   | GBR -   | TSL DNF | FRA 7   | 4      | 24e    | 0             |